# دبور ثمار اللوز
دبور ثمار اللوز (Eurytoma amygdali)، هو نوع من الحشرات التي تصيب أشجار اللوزيات، موطنها الأصلي مناطق البحر الأبيض المتوسط، وأجزاء من روسيا وأوروبا.
يبلغ طول الذكر البالغ 4-6 ملم والأنثى 6-8 ملم، جسمه أسود لامع وأرجله ذات لون أفتح.
تظهر الإصابة على الثمار على شكل أسود وجفاف الثمرة وتبقى محنطة ومعلقة على الأشجار.
في حال انتشار المرض وعدم المكافحة تصاب غالبية الأشجار في المحصول.

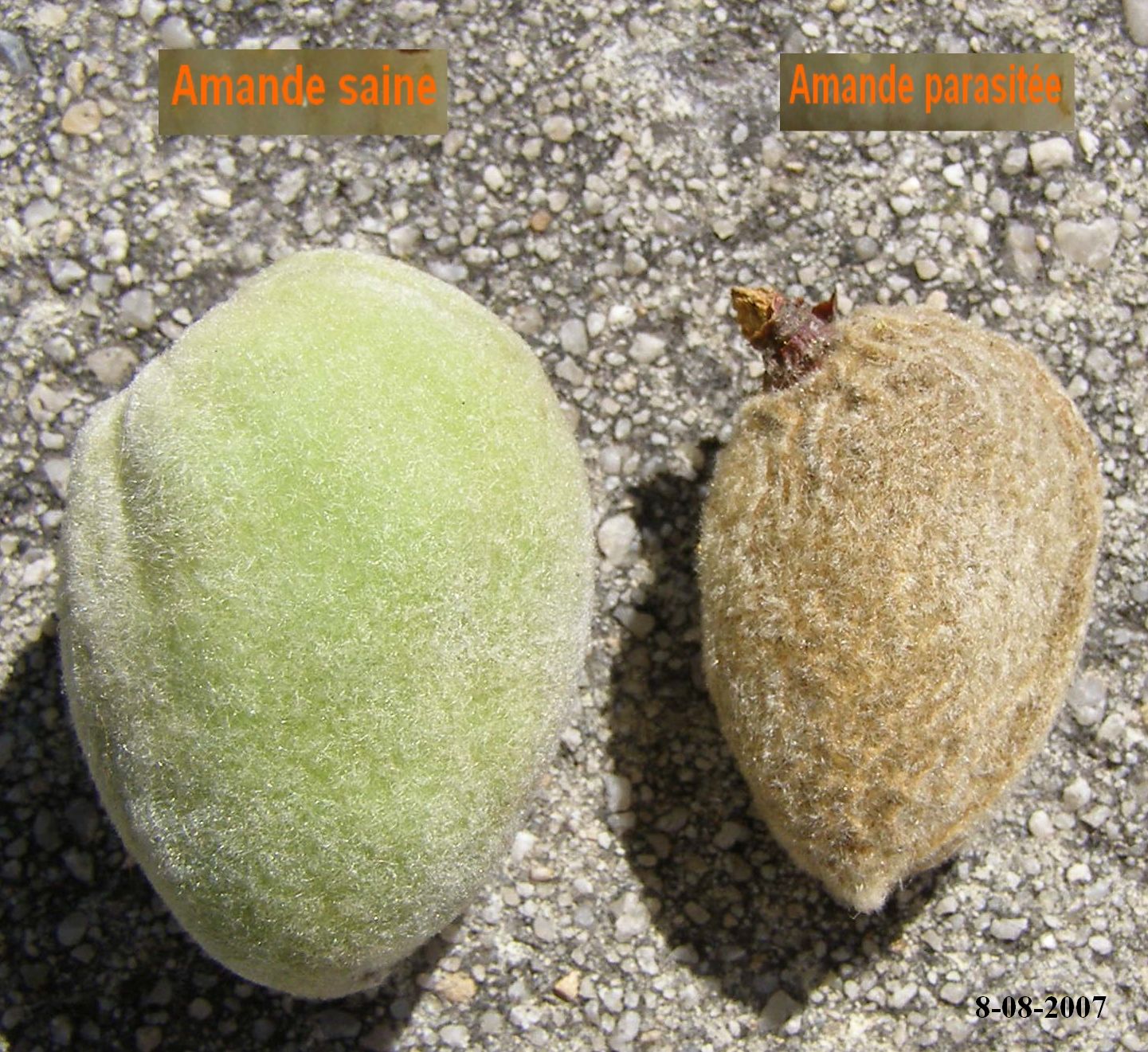
ثمار لوز مصابة

للوقاية والحد من انتشار المرض، جمع الثمار المصابة وحرقها واستخدام المصائد والمبيدات الحشرية اللازمة.